# Comoro-szigeteki bokorposzáta
A comoro-szigeteki bokorposzáta (Nesillas mariae) a verébalakúak (Passeriformes) rendjébe, ezen belül a nádiposzátafélék (Acrocephalidae) családjába és a Nesillas nembe tartozó faj. 15-16 centiméter hosszú. A Mohéli-szigeten él. Többnyire rovarokkal táplálkozik, de magokat is fogyaszt.

## Fordítás
- Ez a szócikk részben vagy egészben  a   Moheli brush warbler című angol Wikipédia-szócikk fordításán alapul.  Az eredeti cikk szerkesztőit annak laptörténete sorolja fel. Ez a jelzés csupán a megfogalmazás eredetét és a szerzői jogokat jelzi, nem szolgál a cikkben szereplő információk forrásmegjelöléseként.